# Manchester (Georgia)
Manchester is een plaats (city) in de Amerikaanse staat Georgia, en valt bestuurlijk gezien onder Meriwether County en Talbot County.

## Demografie
Bij de volkstelling in 2000 werd het aantal inwoners vastgesteld op 3988.
In 2006 is het aantal inwoners door het United States Census Bureau geschat op 3851, een daling van 137 (-3,4%).

## Geografie
Volgens het United States Census Bureau beslaat de plaats een oppervlakte van
14,8 km², geheel bestaande uit land. Manchester ligt op ongeveer 190 m boven zeeniveau.

## Plaatsen in de nabije omgeving
De onderstaande figuur toont nabijgelegen plaatsen in een straal van 20 km rond Manchester.

## Geboren in Manchester (Georgia)
- Stuart Woods (1938-2022), thrillerschrijver